# Hang Sơn Đoòng

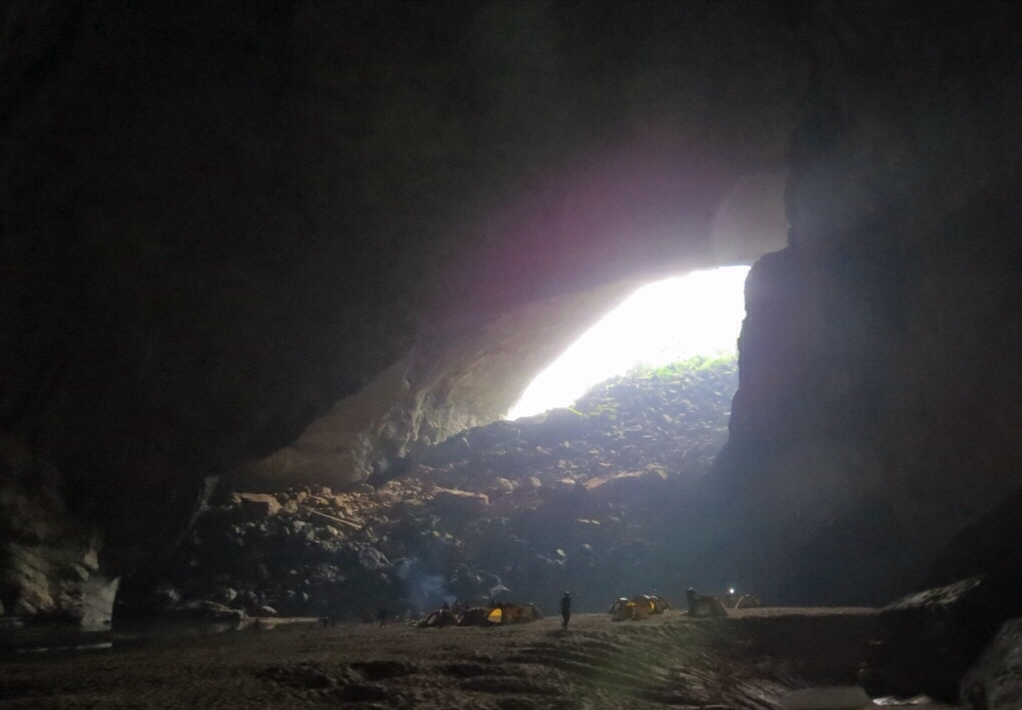

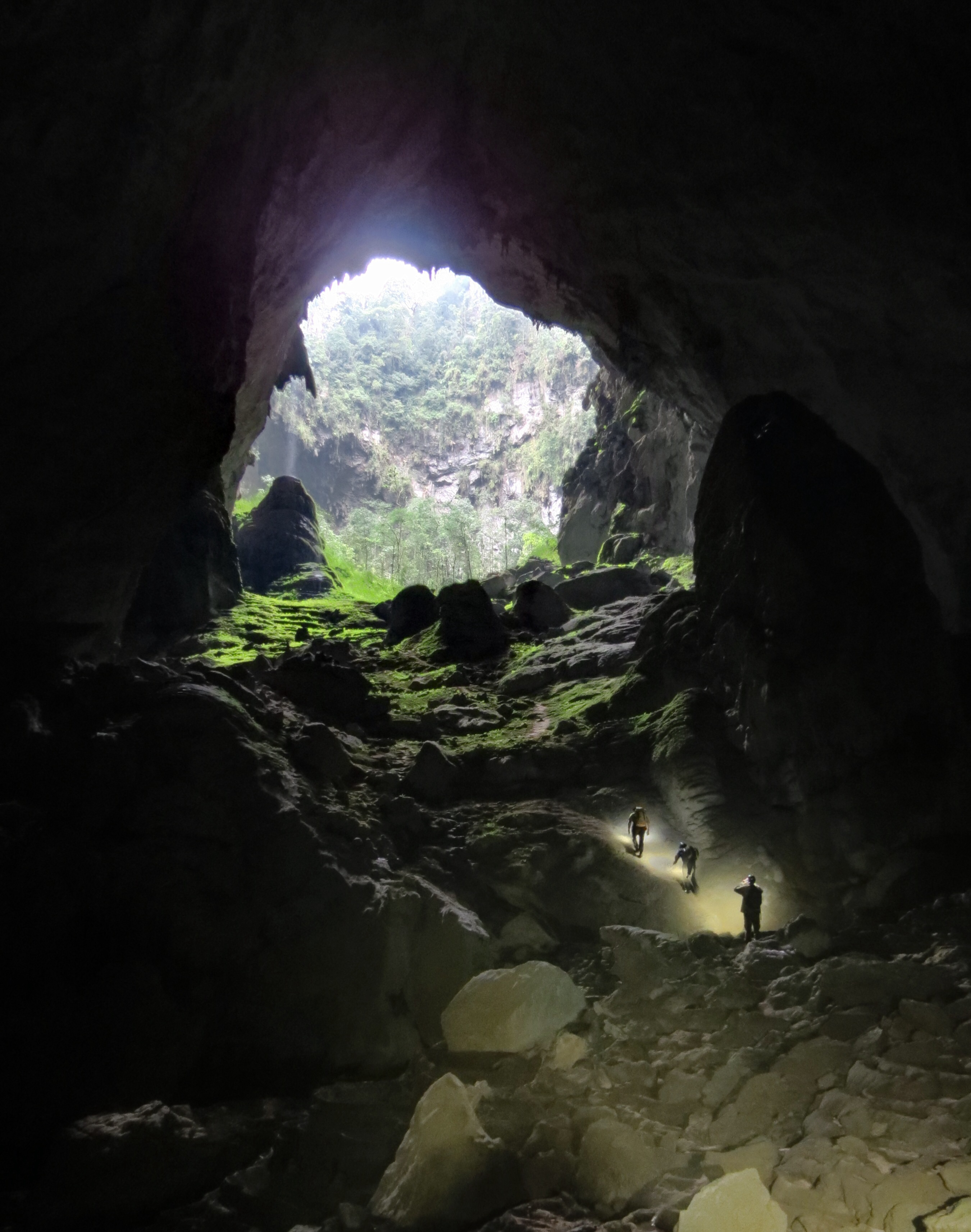

Hang Sơn Đoòng là một hang động tự nhiên tại xã Tân Trạch, tỉnh Quảng Trị, Việt Nam. Hang Sơn Đoòng được coi là hang động tự nhiên lớn nhất thế giới đã biết. Hang này nằm trong quần thể hang động Phong Nha-Kẻ Bàng. Hang Sơn Đoòng là một phần của hệ thống ngầm nối với hơn 150 động khác ở Việt Nam gần biên giới với Lào. Thời báo New York xếp hạng hang Sơn Đoòng vào vị trí thứ 8 trong 52 địa danh trong danh sách những nơi nên đến năm 2014.

## Khám phá và đặt tên
Dãy núi đá vôi vùng biên giới Việt–Lào có nhiều hang động như động Phong Nha đã biết đến từ lâu nhưng hang Sơn Đoòng chỉ được khám phá vào năm 1991 khi Hồ Khanh - một người dân địa phương - tình cờ tìm ra khi lánh vào cửa hang để tránh mưa. Bẵng một thời gian đến năm 2009 khi đoàn thám hiểm Hiệp hội Hang động Hoàng gia Anh đến khu vực này thăm dò thì Hồ Khanh mới báo cho họ. Phải khó khăn lắm ông mới tìm lại được cửa hang vốn nằm sâu trong rừng già với địa hình khá hiểm trở, cách xa đường lớn và không thể phát hiện thấy trên Google Earth. Dưới sự hướng dẫn của ông, họ đã đi sâu vào hang, chụp ảnh, đo đạc và thu thập dữ kiện khoa học.

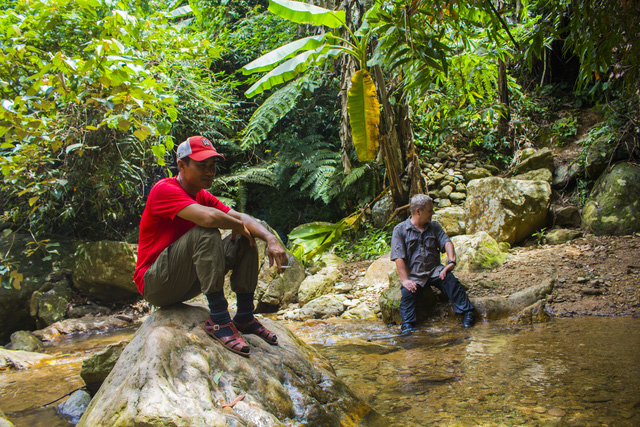
Anh Hồ Khanh - Người phát hiện ra Hang Sơn Đoòng và ông Howard Limbert - Nhà thám hiểm người Anh, người tìm ra hơn 500 hang động ở Việt Nam, trong đó có hang lớn nhất thế giới Sơn Đoòng.

Vì Hồ Khanh được cho là người đầu tiên phát hiện ra hang động này nên đoàn thám hiểm đề nghị ông Khanh đặt tên cho hang. Ông Khanh đã lấy tên mình làm tên hang, gọi là hang Hồ Khanh. Đoàn thám hiểm ghi nhận tên do ông Khanh đặt nhưng mấy hôm sau họ xin phép ông Khanh để cho họ đặt lại tên cho hang là "Sơn Đoòng" và ông đã đồng ý. Tên gọi "Sơn Đoòng" được tạo ra bằng cách ghép địa danh "Đoòng" có sẵn từ trước với từ Hán Việt "sơn" (chữ Hán: 山, có nghĩa núi). Gần cửa trước hang Sơn Đoòng có một bản của người Vân Kiều tên là bản Đoòng.
Ngày 14 tháng 4 năm 2009, phái đoàn Hiệp hội Hang động Hoàng gia Anh do Howard Limbert dẫn đầu đã công bố việc phát hiện hang và cho rằng quy mô của hang Sơn Đoòng quả thực là lớn nhất thế giới.
Vào tháng 1 năm 2010, các nhà thám hiểm đã trở lại Sơn Đoòng để tìm hiểu thêm về hệ thống hang động này.

## Địa chất, địa hình và kích thước
Hang Sơn Đoòng được hình thành khoảng 2-5 triệu năm trước, khi nước sông chảy ngang qua vùng đá vôi đã bị vùi lấp dọc theo một đường đứt gãy. Dòng nước làm xói mòn và tạo ra một đường hầm khổng lồ trong lòng đất dưới dãy núi. Tại những nơi đá mềm, phần trần sụp xuống tạo thành những lỗ hổng, lâu ngày tạo thành những vòm hang khổng lồ.
Hang có chiều rộng 150 mét, cao hơn 200 mét, chiều dài lên tới gần 9 ki-lô-mét. Ước tính dung tích của Hang Sơn Đoòng là 38,5 triệu mét khối (tương đương 15.000 bể bơi Olympic).
Với kích thước như thế, hang Sơn Đoòng đã vượt qua hang Hươu ở Vườn quốc gia Gunung Mulu của Malaysia (với chiều cao 122 m, rộng 174 m, dài 4,1 km) để chiếm vị trí là hang động tự nhiên lớn nhất thế giới.
Ngoài ra ở một số đoạn hang Sơn Đoòng còn có kích thước lớn tới 140 m x 140 m, trong đó có các cột nhũ đá cao tới 14 m. Một bức ảnh lộng lẫy do nhiếp ảnh gia Carsten Peter chụp vào tháng 5 năm 2010 ghi nhận đoạn hang có bề rộng khoảng 91,44 m, vòm hang cao gần 243,84 m - có thể chứa lọt một tòa nhà cao 40 tầng.
Trong hang các nhà nghiên cứu còn tìm thấy một dòng sông ngầm dài 2,5 km và có cả những cột nhũ đá cao tới 70 m. Hang có những quần thể san hô và di tích thú hóa thạch.
Hang có hai "giếng trời", là hai nơi mà trần bị sụp, đưa nắng chiếu vào, tạo điều kiện cho cây cối phát triển như một khu rừng nhiệt đới trong hang động, một nơi trong đó được gọi là "vườn Adam".

## Hoạt động du lịch
Tour khám phá cho du khách đã được tổ chức vào đầu tháng 8 năm 2013, chi phí mỗi khách 3000 đô la Mỹ. Đoàn khách đầu tiên gồm 6 người từ Hoa Kỳ, Nga, Úc và Na Uy. Công ty Oxalis Adventure là đơn vị được chính quyền tỉnh Quảng Bình cấp phép khai thác du lịch hạn chế vào Hang Sơn Đoòng, mỗi năm chỉ được phép tổ chức cho tối đa là 1000 khách du lịch, lộ trình bao gồm 4 ngày và 3 đêm cắm trại bên trong Hang Én và Hang Sơn Đoòng cộng thêm 2 đêm ở khách sạn trước và sau hành trình. Thời gian khai thác là từ tháng 1 đến hết tháng 8 hàng năm.

## Dự án gây tranh cãi

### Dự án của tập đoàn Sun Group tại động Sơn Đoòng
Một dự án quy mô của tập đoàn Sun Group: làm tuyến cáp treo dài trên 10 km từ động Phong Nha đến động Sơn Đoòng, vận chuyển 1.000 khách/ giờ; bên cạnh đó là các tổ hợp khách sạn, sân gôn...đã gây ra tranh cãi lớn về tính bền vững của nó và nguyên tắc bảo tồn di sản, dẫn đến sự phản ứng truyền thông và giới nghiên cứu về vấn đề này.
Trong đó nổi lên là:
- Petition: Stop the Construction: Save the Son Doong Cave!
- Tuyên bố bảo vệ di sản thiên nhiên Sơn Đoòng của IJAVN[17]

Hang động này cũng được tổng thống Donald Trump nhắc tới khi nói về vấn đề bảo vệ môi trường trong chuyến thăm Việt Nam 2016. Trước đó Tom Malinowski, Trợ lý Ngoại trưởng Hoa Kỳ phụ trách vấn đề dân chủ, nhân quyền và lao động, đại sứ các nước Argentina, Úc, Cộng hòa Séc, Italia, Thụy Điển, Vương quốc Anh, cùng ông Phạm Sanh Châu, Tổng thư ký Ủy ban Quốc gia UNESCO tại Việt Nam và Hoa hậu Dương Trương Thiên Lý có chuyến thực tế ở hang động này. Tom Malinowski chia sẻ: "Sơn Đoòng không chỉ đẹp, nó cũng rất dễ bị phá hỏng. Thiên nhiên đã mất hàng triệu năm để tạc nên nó bằng từng giọt nước, từng hạt cát. Nhưng con người thì có thể ngay lập tức làm hỏng động này nếu chúng ta khai thác không đúng cách..."
Đầu năm 2017, UNESCO nhận được báo cáo của Việt Nam, trong đó, phía Việt Nam báo cáo một số thông tin liên quan đến bảo tồn và phát triển quần thể di sản này, đồng thời khẳng định: "Chưa cấp phép cho dự án cáp treo vào hang động Sơn Đoòng, trong khi chờ đợi Đánh giá Tác động Môi trường". Báo cáo của Việt Nam khẳng định: dự án xây dựng cáp treo sẽ chỉ được tiến hành nếu có sự tán thành của Ủy ban Di sản Thế giới.

### Phương án tuyến cáp của tập đoàn FLC đến hang Én
Theo ông Lê Thanh Tịnh, giám đốc ban quản lý Vườn Quốc gia Phong Nha - Kẻ Bàng (Quảng Bình) vào ngày 26.1.2018, Tập đoàn FLC thực hiện việc khảo sát làm cáp treo vào Hang Én thời điểm cuối năm 2016, đến đầu năm 2017, đoàn khảo sát này đã báo cáo phương án xây dựng cáp treo vào hang Én với tỉnh Quảng Bình. Theo đó, tuyến cáp treo này sẽ dài khoảng 5,1 km từ km37 đường Hồ Chí Minh nhánh đông vào đến hang Én. Từ hang Én đến hang Sơn Đoòng còn cách khoảng 3,5 km.